# Bomaanslag op Club El Nogal op 7 februari 2003
De bomaanslag op Club El Nogal op 7 februari 2003 in Bogota, Colombia was een terroristische aanslag. Op 7 februari 2003 explodeerde een auto met 200 kilo explosieven, die was geparkeerd in de parkeergarage van de uit meerdere etages bestaande club El Nogal. Hierbij vielen 36 doden en raakten meer dan 200 personen gewond. Op het moment van de aanslag waren er ongeveer 600 mensen in de club aanwezig. De aanslag was de zwaarste in ruim een decennium.
Geen enkele groepering heeft de aanslag opgeëist. De Colombiaanse vicepresident Francisco Santos Calderón stelde echter de guerrillagroep FARC verantwoordelijk en sprak publiekelijk dat hieromtrent “niet de geringste twijfel” bestond en dat de regering over voldoende bewijzen beschikte.
De Colombiaanse autoriteiten en onderzoekers, terzijde gestaan door de Amerikaanse ATF onderzochten de plaats delict en de brokstukken van de autobom.
De FARC gaf op 10 maart 2003 een verklaring uit waarin het de verantwoordelijkheid voor de aanslag ontkende en deze omschreef als "staatsterrorisme". Volgens de FARC had de Colombiaanse overheid de bom geplaatst om het land te trachten te verenigen tegen FARC.
In maart 2008 gaven de Colombiaanse autoriteiten documenten vrij, die gevonden zouden zijn op een computer van de omgekomen FARC-commandant "Raúl Reyes", waaronder een bericht daterend van 13 februari 2003 waarin Reyes de aanslag een "formidabele daad" noemde en sprak van "het politiek gewin dat te behalen was uit het ontkennen van verantwoordelijkheid".
Halbe Zijlstra, destijds Utrechts gemeenteraadslid, stond naar eigen zeggen op het moment van de aanslag aan de overkant van de straat en werd in het hoofd geraakt door glasscherven.